# Prząśniczki
Prząśniczki – grupa muzyczna powstała 8 marca 1995 w Łodzi.
20 grudnia 2002 grupa zorganizowała koncert z okazji 62 rocznicy urodzin Franka Zappy, wraz z m.in. Tymonem Tymańskim oraz Jerrym Glaptfordem pt. Zapparcie, czyli skutki uboczne jedzenia żółtego śniegu.
Grali następnie m.in. na Gdynia Summer Jazz Festiwal 2003, 1 Zappa Festiwal oraz – jako pierwszy zespół z Polski – na europejskim festiwalu artystów zainspirowanych twórczością Franka Zappy – Zappanale 2004 w Niemczech.
W styczniu 2011 zespół przeszedł gruntowną przebudowę składu i wraz z nową nazwą PRZ oraz odnowionym obliczem staje do dalszej walki o słuchaczy lubiących nieparzystokopytne rytmy, kalamburowo-biało-anagramowe teksty, którzy nie boją się poddawać narząd słuchu karkołomnym operacjom dźwiękowym i ekstremalnym ruchom skoczka po szachownicy wszelakich gatunków muzycznych.

## Skład zespołu
- Suavas Lewy – vox, git, banjo, theremin, etc
- Marcin „Dzidzia” Zabrocki (ex-Pogodno, Pupupidu) – klawisze, sax, vox, rozpier..lacz, etc
- Michał Mijal – bas, śmiech, etc
- Piotr Gwadera (L.Stadt, Blisko Pola, Puch) – perkusja, stuki, puki, etc

## Dyskografia
- Prezent EP – 1995 – Spin Records
- …myślisz, że cię na nią stać?? – 1997 – Spin Records
- Powrót Mechaprząśnilli EP – 1998 – Spin Records
- Moregregore – 2002 – Sorry Musik Polska
- Zapparcie, czyli uboczne skutki jedzenia żółtego śniegu – 2003 – Sorry Musik Polska
- Vintage Tapes EP – 2006 – Sorry Musik Polska
- Pokolenie Wigry 3 – 2009 – Biodro Records – pierwszy oficjalny album studyjny

1. Hydraulic – 2:19
2. Św. kij od szczotki – 5:17
3. Dziewczyny są jak kwiaty – 4:22
4. List motywacyjny – 2:25
5. Poorfisha – 3:16
6. Poster ze św. Krzysztofem – 3:27
7. Rozwiązywacz problemów – 4:38
8. Ministerstwo Gospodarki Wodnej informuje – 10:55
9. Prof. Krzyżak – 5:03
10. Sztokholm – 3:45
11. Kotlety wesoło skwierczą na tłuszczu – 3:02
12. Bez powodu – 3:36